# 2000年夏季奥林匹克运动会索马里代表团
索马里过渡国家政府参加了9月15日至10月1日在澳大利亚悉尼举行的2000年夏季奥林匹克运动会。此次参赛是索马里继1972年慕尼黑奥运会首次参赛以来第五次参加夏季奥运会。代表团派出了两名田径运动员：易卜拉欣·穆罕默德·亚丁和萨菲亚·阿布卡尔·侯赛因，后者为索马里首位女性奥林匹克运动员。二人均未能通过各自项目的首轮比赛。

## 背景
1972年1月1日，索马里奥林匹克委员会得到了国际奥委会的承认。该国在1972年慕尼黑奥运会上完成首秀。索马里因新西兰的参加而同非洲国家抵制了1976年蒙特利尔奥运会，并因苏联－阿富汗战争加入了美国领导的对1980年莫斯科奥运会的抵制。索马里直到1984年洛杉矶奥运会才回归奥运赛场，可能由于国内持续饥荒，索马里参加了1992年夏季奥林匹克运动会开幕式，但放弃了参加奥运会。本届奥运会是索马里第五次参加夏季奥运会。
索马里参加了9月15日至10月1日在澳大利亚悉尼举行的2000年夏季奥林匹克运动会。代表团包括易卜拉欣·穆罕默德·亚丁和萨菲亚·阿布卡尔·侯赛因两名田径运动员。由于财政困难，索马里商人向代表团出资，并得到了国际奥委会的许可，管理机构支付了代表团飞往悉尼的大部分机票费用。媒体认为这些运动员为索马里赢得首枚奖牌的几率很小，亚丁担任开幕式旗手。

## 田径
易卜拉欣·穆罕默德·亚丁在参加悉尼奥运会时27岁，这是他继1996年亚特兰大奥运会后第二次参加奥运会。由于没有其他参赛者能够在索马里境外通过最高级别国际赛事达到奥运会资格标准，亚丁因此是唯一有资格参加奥运会的索马里运动员。9月25日，他参加了男子1500米首轮比赛，并分在了第三组。亚丁以3分40秒33的成绩完赛，在小组14人中排名第12，总排名第20。他因落后于预赛中晋级成绩最低的选手0.58秒而未能晋级半决赛。
萨菲亚·阿布卡尔·侯赛因于19岁时首次参加奥运会，她也是索马里首位女性奥运选手。此次参赛引发了一些问题，因为在索马里对于女性运动员的看法有所不同。侯赛因的父亲不喜欢这个想法，因为他担心会妨碍她找到丈夫。然而，他后来同意了侯赛因参加比赛。9月22日，她参加了女子400米首轮比赛。侯赛因分在了第三组，并以1分13秒25的成绩完赛，这一成绩在小组和总成绩中均排名垫底，比晋级成绩最低的选手慢了20.60秒。
图示
- 注 – 径赛排名仅为运动员所处小组成绩

男子
| 选手                   | 比赛项目 | 预赛    | 预赛 | 半决赛 | 半决赛 | 决赛   | 决赛   |
| 选手                   | 比赛项目 | 时间    | 排名 | 时间   | 排名   | 时间   | 排名   |
| ---------------------- | -------- | ------- | ---- | ------ | ------ | ------ | ------ |
| 易卜拉欣·穆罕默德·亚丁 | 1500米   | 3:40.33 | 12   | 未晋级 | 未晋级 | 未晋级 | 未晋级 |

女子
| 选手                   | 比赛项目 | 预赛    | 预赛 | 四分之一决赛 | 四分之一决赛 | 半决赛 | 半决赛 | 决赛   | 决赛   |
| 选手                   | 比赛项目 | 时间    | 排名 | 时间         | 排名         | 时间   | 排名   | 时间   | 排名   |
| ---------------------- | -------- | ------- | ---- | ------------ | ------------ | ------ | ------ | ------ | ------ |
| 萨菲亚·阿布卡尔·侯赛因 | 400米    | 1:13.25 | 6    | 未晋级       | 未晋级       | 未晋级 | 未晋级 | 未晋级 | 未晋级 |